# Quasi-Park Narodowy Tsurugi-san
Quasi-Park Narodowy Tsurugi-san (jap. 剣山国定公園 Tsurugi-san Kokutei Kōen) – quasi-park narodowy na wyspie Sikoku (Shikoku), w Japonii.
Park obejmuje tereny usytuowane w prefekturach: Tokushima i Kōchi, o łącznym obszarze 209,61 km².. Na terenie parku znajduje się góra Tsurugi (1955 m) oraz doliny: Iya, Ōboke i Koboke. Te dwie ostatnie to bardzo wąskie przełomy na rzece Yoshino (194 km długości). Ich nazwy oznaczają „niebezpieczeństwo przejścia wzdłuż” [brzegów].  
Park jest klasyfikowany jako chroniący krajobraz (kategoria V) według IUCN.
Obszar ten został wyznaczony jako quasi-park narodowy 3 marca 1964. Podobnie jak wszystkie quasi-parki narodowe w Japonii, jest zarządzany przez samorząd lokalny prefektury.

## Galeria

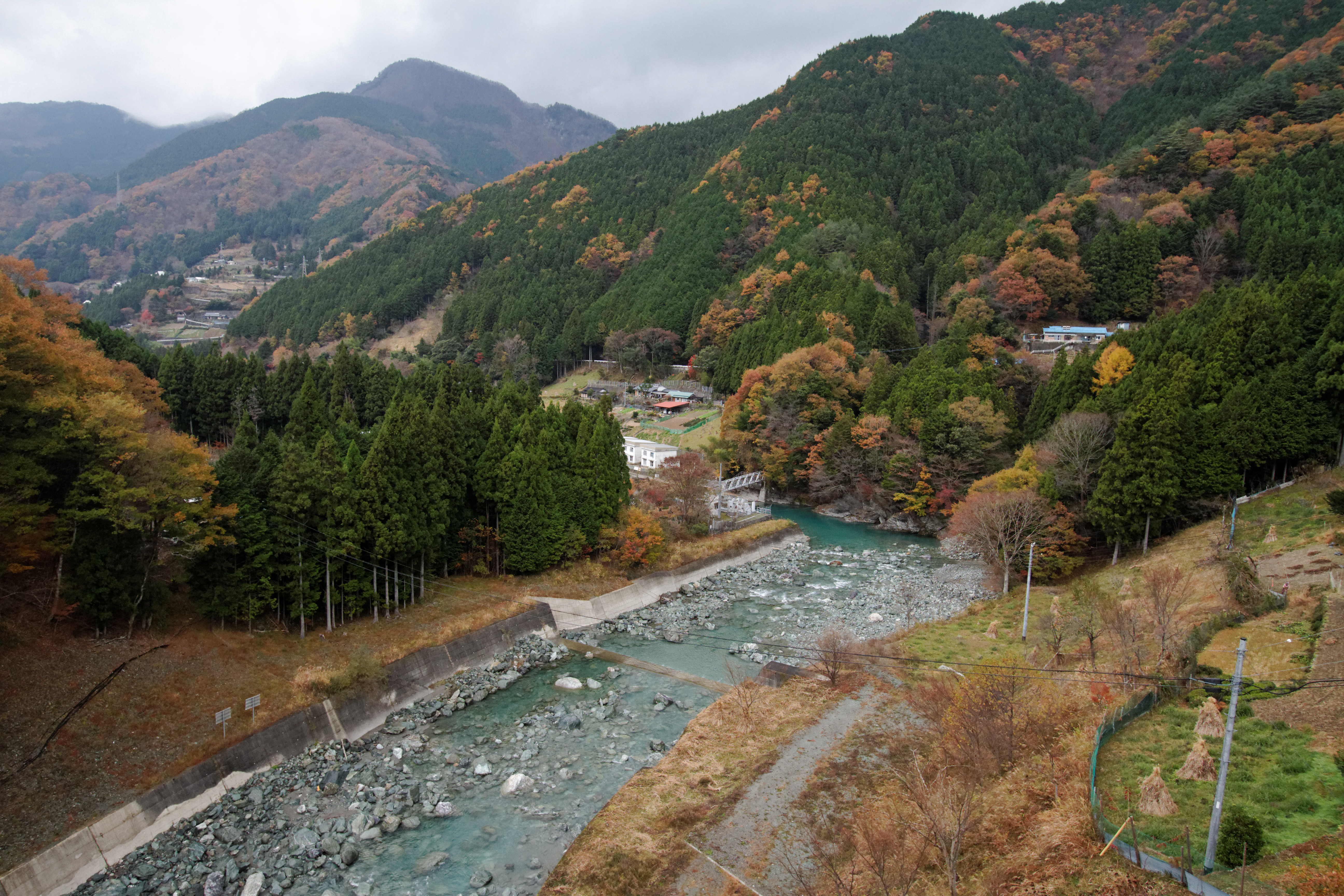
Dolina Iya
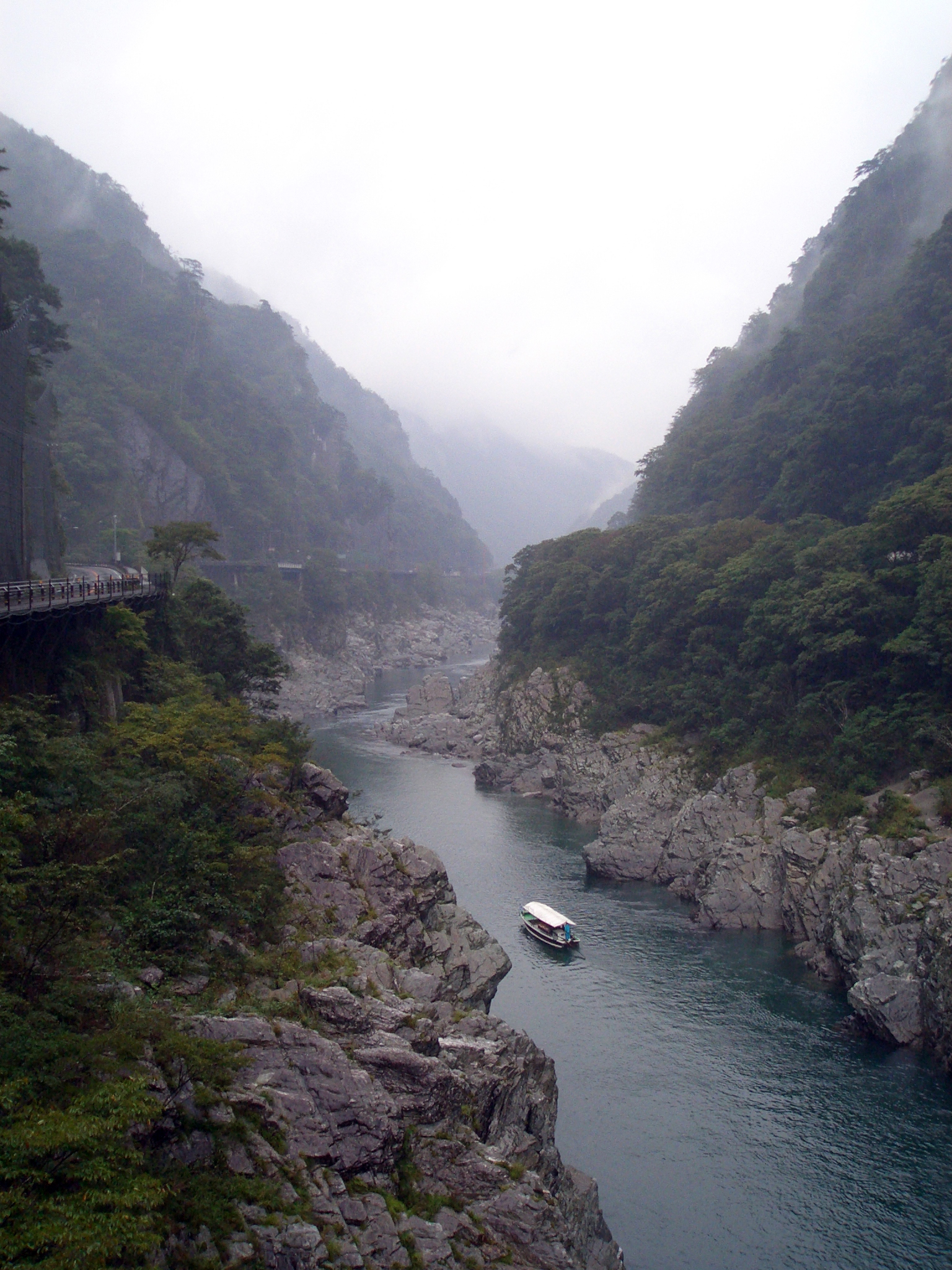
Przełom Ōboke-Koboke na rzece Yoshino
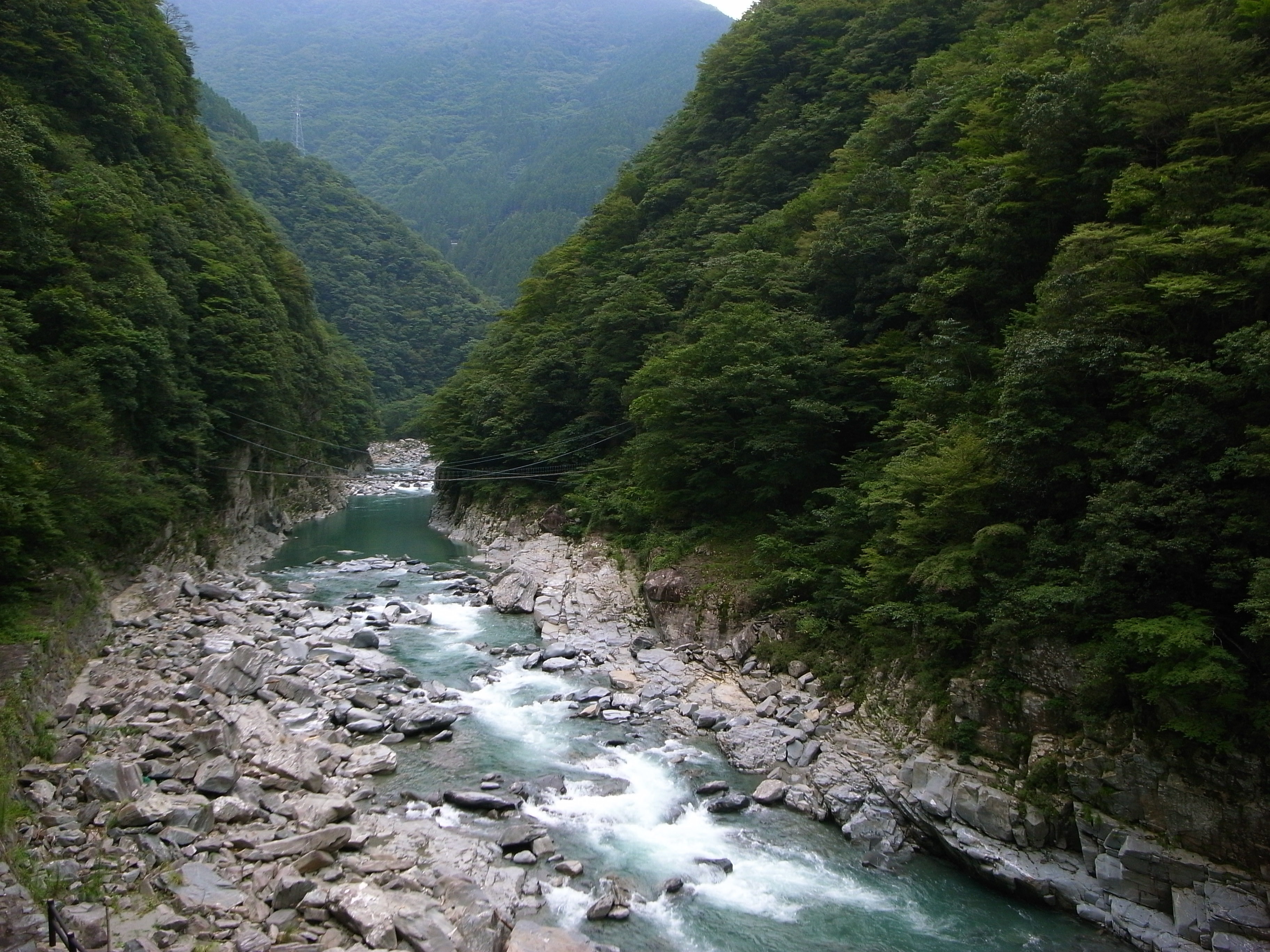
Dolina Iya